# Tone Haugen
Tone Haugen (Namsos, 6 de fevereiro de 1964) é uma futebolista norueguesa. campeã olímpica

## Carreira
Foi medalhista olímpica de bronze pela seleção de seu país em 1996.